# Njupeskär
Il Njupeskär, con la sua altezza di 93 metri, di cui 70 in caduta libera, è la cascata più alta della Svezia. Si trova nella contea di Dalarna, vicino al confine con la Norvegia, al limite nord-orientale dei monti Fulufjäll. Si tratta di una delle maggiori attrazioni del Parco nazionale Fulufjället.